# Зубов Андрій Борисович
Андрі́й Бори́сович Зу́бов (нар. 16 січня 1952, Москва, РРФСР, СРСР) — російський історик, релігієзнавець і політолог, доктор історичних наук, професор Московського державного інституту міжнародних відносин, член Синодальної біблійно-богословської комісії і Міжсоборної присутності Російської Православної Церкви, один з авторів «Основ соціальної концепції Російської Православної Церкви».

## Біографія та наукова діяльність
Народився в Москві, батько — значний організатор радянського воєнного судубудування контр-адмірал Борис Миколайович Зубов (1912—2007). 1973 року закінчив Московський державний інститут міжнародних відносин.
1978 року захистив кандидатську дисертацію «Досвід дослідження парламентської демократії в Таїланді».
Доктор історичних наук (1989, тема дисертації — «Парламентська демократія та політична традиція Сходу»).
До 2001 року працював в Інституті сходознавства РАН. Спочатку спеціалізувався на вивченні питань політичної історії Таїланду, парламентаризму в країнах Сходу. Останнім часом займався проблемами релігієзнавства та історії Росії.
Професор кафедри релігієзнавства та філософії Філософсько-богословського факультету Російського православного інституту св. Іоанна Богослова.
Професор кафедри філософії МДІМВ. Генеральний директор Центру «Церква та Міжнародні відносини» МДІМВ.
Володіє англійською, тайською та французькою мовами.
Був відповідальним редактором двотомника «Історія Росії. XX століття» (1 том: 1894—1939 і 2 тому: 1939—2007). Авторський колектив об'єднав більше 40 авторів з Росії та закордону. Проект спочатку створювався під керівництвом А. І. Солженіцина, але потім Солженіцин дистанціювався від авторського колективу.

## Громадська діяльність
Православний християнин. Хрестився в Лазареву суботу 1978 року народження, після дев'яти місяців Катехуменства.
Член Спілки письменників Москви. Член редколегії журналу «Континент». 1998 року нагороджений премією фонду журналу «Знамя».
Координатор Громадського комітету «Спадкоємність та відродження Росії», метою якого є «відновлення правового та культурно-історичного спадкоємності з дореволюційною Росією як основи її відродження».
Член Народно-трудового Союзу російських солідаристів (НТС) з 2003. Член Ради НТС з травня 2006 до квітня 2008, Голова Виконавчого Бюро НТС (2006—2008), член редколегії журналу «Посів» (до квітня 2008).
Прихожанин та читець в храмі Різдва Богородиці в Крилатському (Москва).
Один з авторів Основ соціальної концепції Російської Православної Церкви.
З 2009 року є членом Синодальної біблійно-богословської комісії Російської Православної Церкви.
З 2010 року — член Комісії з питань взаємодії Церкви, держави та суспільства Міжсоборної присутності Російської Православної Церкви.
З 2014 року — почесний доктор НаУКМА.
Розпорядженням Патріарха Кирила був включений до редакційної ради з написання підручника та методичних матеріалів з навчального курсу «Основи православної культури» для середньої школи.

## Громадянська позиція
Виступив у пресі в зв'язку з справою Pussy Riot. На його думку, покарання учасницям групи було неадекватно жорстким, і навіть у Російській імперії до подібних вчинків ставилися поблажливіше.
4 березня 2014 року публіковав у російському часописі «Ведомости» статтю під назвою «Це вже було» (рос. «Это уже было»). У ній, аналізуючи дії Росії відносно України і введення російських військ до Криму, вказав на схожість рис нинішньої кризи з приєднанням Австрії до нацистської Німеччини в 1938 році і заявив про згубність таких дій для Росії. Після публікації згаданої статті 4 березня 2014 року Зубова було звільнено з роботи. Того ж дня Київський університет запропонував Зубову посаду професора Інституту міжнародних відносин. Масове обурення, яке виникло в Росії та світі з приводу звільнення Зубова за антивоєнну статтю, змусило «відіграти назад». Історику винесли «серйозну догану» та сказали, що він може продовжувати викладати.
24 березня 2014 р. за дії А. Зубова, які «йдуть врозріз із зовнішньополітичним курсом Росії, піддають безоглядній і безвідповідальної критиці дії держави, завдають шкоди навчально-освітньому й виховному процесу» адміністрація Московський державний інститут міжнародних відносин (університет) ухвалила рішення щодо розірвання трудової угоди із професором. Однак Комісія ради при президенті РФ щодо трудових прав визнала звільнення незаконним. Згідно висновку комісії, наказ про звільнення Зубова "не відповідає положенням статей 1, 2, 6, 13, 15, 29, 44 Конституції РФ, статей 3, 81, 192, 193, 336 Трудового кодексу РФ, статті 47 ФЗ «Про освіту». 11 квітня 2014 року рішення про звільнення А. Б. Зубова було скасовано.
У червні 2018 виступив на підтримку ув'язненого у Росії українського режисера Олега Сенцова.
Наприкінці січня 2022 року, разом з іншими деякими відомими вченими, письменниками, журналістами, правозахисниками Росії виступив проти можливої війни з Україною та підписав «Заяву прихильників миру проти Партії Війни у російському керівництві», яка була опублікована на сайті видання «Ехо Москви».
Відкрите військове вторгнення Росії в Україну Зубов у квітні 2022 назвав «найтрагічнішою помилкою Путіна за 22 роки його правління». 29 вересня того ж року, через посилення цензури, виїхав з дружиною та сином із Росії.

## Родина
Батько — Борис Миколайович Зубов (1912—2007), кораблебудівник, контр-адмірал, начальник управління Міністерства суднобудівної промисловості СРСР.
Мати була доцентом кафедри загальнохімічної технології, закінчила Менделєєвський інститут, захистила кандидатську дисертацію. Її батьки мали садибу в Вітебську. Дід по матері, Євген Петрович, закінчив Московське комерційне училище і був банківським службовцем в Банку комерційного кредиту, в радянський час працював у бухгалтерії в Міністерстві харчової промисловості. Бабуся по матері — вірменка, закінчила Строгановский інститут в Москві.
Брат — Сергій, старший за Андрія на 8 років.
Дочка — Ірина Бобринська.

## Основні праці
Автор п'яти монографій та близько 150 наукових та публіцистичних статей, зокрема:

### Книги
- Парламентаризм в Таиланде: Опыт исследования современного восточного общества методом анализа избирательной статистики. — М., вид-во Наука, 1982.
- Парламентская демократия и политическая традиция Востока. — М., Наука, 1990.
- L'Euroasia del Nord: Il rischio del caos dopo l'impero sovetico. — Ed. San Paolo, Turin — Milano, 1994.
- Обращение к русскому национальному правопорядку как нравственная задача и политическая цель. — М., Группа Гросс, 1997.
- История религии. Кн. 1. Доисторические и внеисторические религии. — М., «Планета детей», 1997.
- Під ред. А.Зубова: История России. XX век. — М., АСТ, 2009 [Архівовано 2 липня 2014 у Wayback Machine.].

### Вибрані статті
- Пути России. — ж-л «Континент», № 1 (75), 1993 [Архівовано 2 листопада 2013 у Wayback Machine.]
- Опыт метанойи. — ж-л «Континент», № 3 (81), 1994 [Архівовано 2 листопада 2013 у Wayback Machine.]
- Европа и мир. — «Континент», № 1 (83), 1995 [Архівовано 2 листопада 2013 у Wayback Machine.]
- Будущее российского федерализма. — «Знамя», № 3, 1996 [Архівовано 26 жовтня 2013 у Wayback Machine.]
- Если бы от мира сего было царство Мое… — «Знамя», № 10, 1997
- Единство и разделения современного русского общества: вера, экзистенциальные ценности и политические цели. — «Знамя», № 11, 1998 [Архівовано 28 квітня 2015 у Wayback Machine.]
- Сорок дней или сорок лет? — «Новый Мир», № 5, 1999 г. [Архівовано 2 вересня 2013 у Wayback Machine.]
- Христианство и культура. — «Знамя», № 10, 1999 [Архівовано 11 жовтня 2014 у Wayback Machine.]
- Политическое будущее Кавказа: опыт ретроспективно-сравнительного анализа. — «Знамя», № 4, 2000 [Архівовано 25 березня 2019 у Wayback Machine.]
- Переписка из двух кварталов. — «Новый Мир», № 8, 2001 [Архівовано 2 вересня 2013 у Wayback Machine.]
- Россия 1991—2001: Победы и поражения. — «Знамя», № 8, 2001
- Проблема монотеизма и политеизма в религии древнего Египта. — Сб. «Египет и христианство», М., 2004.
- Ислам и христианство: проблемы диалога. — «Континент», № 119, 2004
- Размышления над причинами революции в России: Опыт восемнадцатого столетия. — «Новый Мир», № 7, 2004 [Архівовано 31 серпня 2013 у Wayback Machine.], Окончание. — «Новый Мир», № 8 2004 [Архівовано 2 вересня 2013 у Wayback Machine.]
- Циклы русской истории. — «Вопросы философии», № 3, 2005
- Размышления над причинами революции в России: На грани веков. Царствование Павла I и начало царствования Александра Благословенного. — «Новый Мир», № 7, 2005 [Архівовано 31 серпня 2013 у Wayback Machine.]
- Почему не воплотились бессмысленные мечтания. — «Посев», № 12, 2005
- Размышления над причинами революции в России. Царствование Александра Благословенного. — «Новый Мир», № 7, 2006 [Архівовано 1 вересня 2013 у Wayback Machine.]
- Дом смерти предназначен для жизни. — «Посев», № 7, 2006 г.
- Разрушить миф о колее [Архівовано 11 травня 2015 у Wayback Machine.].(рос.) — Harvard Business Review, March 2013

## Галерея

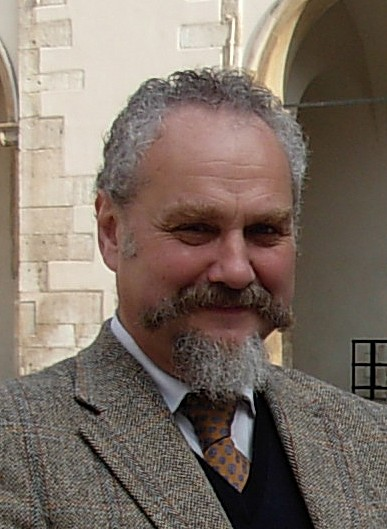
У 2008 р.
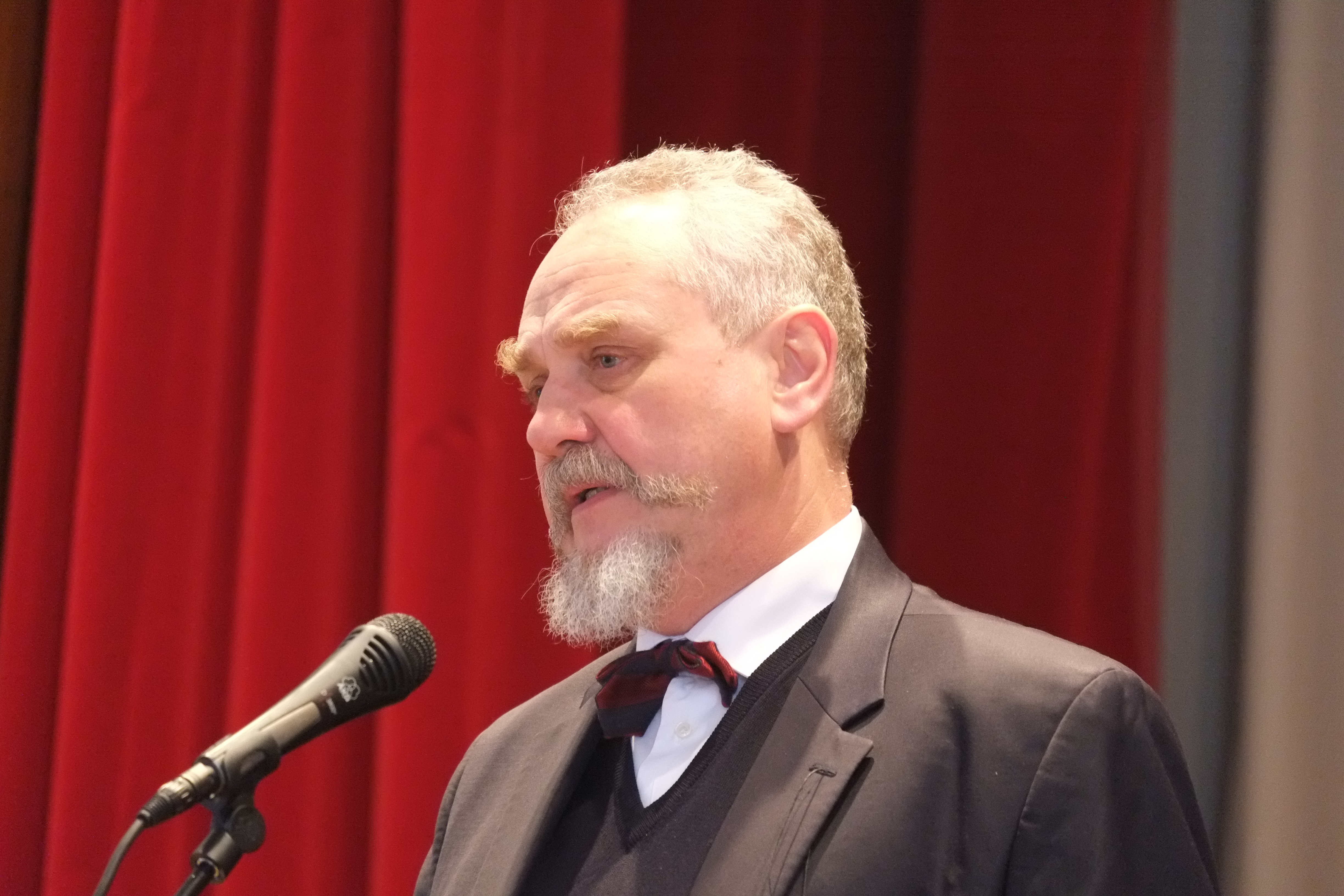
На антивоєнному конгресі, 19 березня 2014
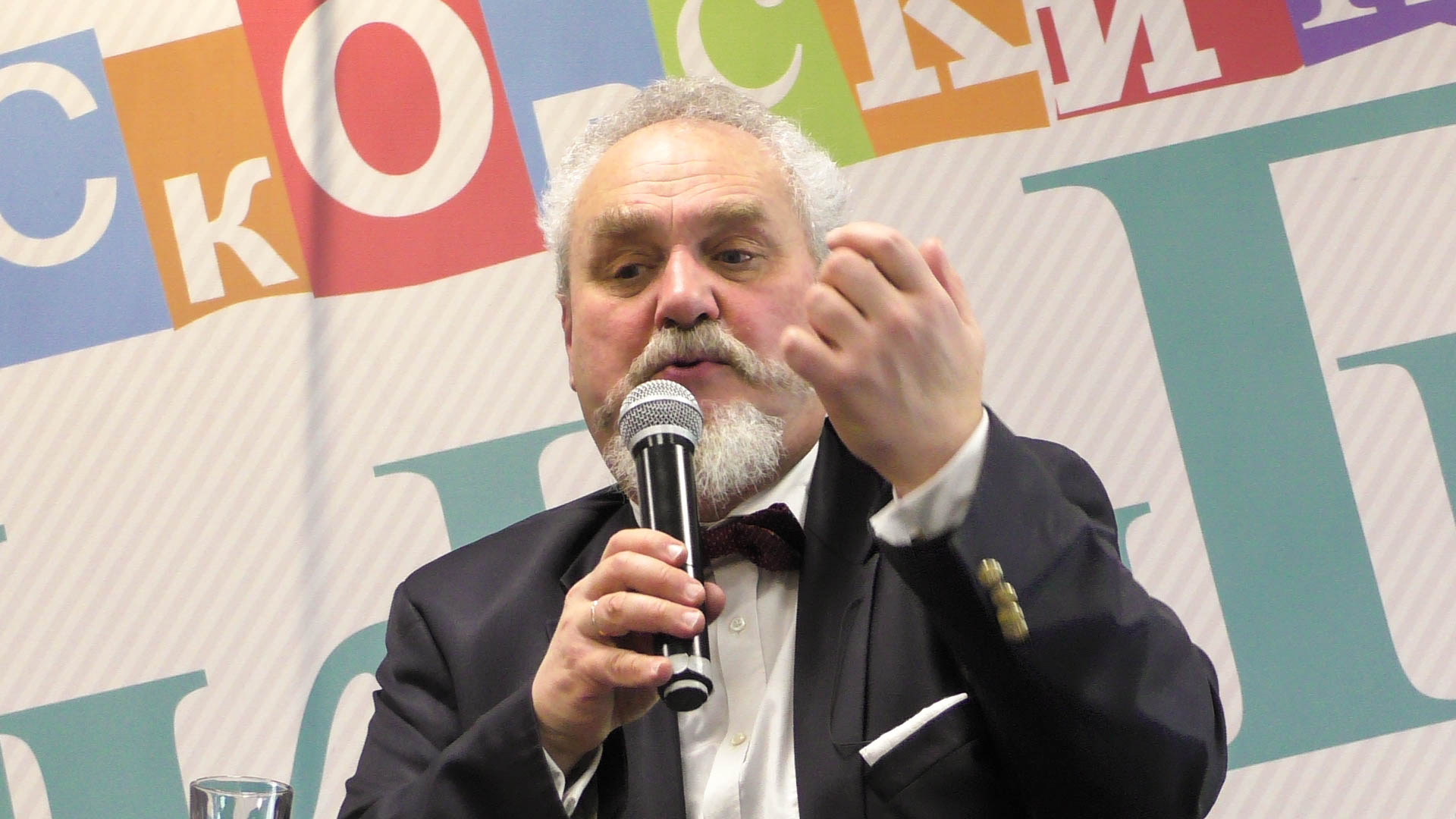
На презентації книги «Религия Древнего Египта. Ч. 1. Земля и боги», 2017 р.